# Colibrí presumit de bigotis
El colibrí presumit de bigotis (Lophornis chalybeus) és una espècie d'ocell de la família dels troquílids (Trochilidae) que habita la selva humida i zones mes obertes al sud-est del Brasil. 

Diversos autors l'han considerat coespecífic de Lophornis verreauxii.